# Indisch paapje
Het Indisch paapje (Copsychus fulicatus, synoniem: Saxicoloides fulicatus) is een vogelsoort uit de familie van de vliegenvangers. 

## Verspreiding en leefgebied
De soort telt vijf ondersoorten:
- C. f. cambaiensis: Pakistan, noordelijk en westelijk India en Nepal.
- C. f. erythrurus: noordoostelijk India.
- C. f. intermedius: centraal India.
- C. f. fulicatus: zuidelijk India.
- C. f. leucopterus: Sri Lanka.